# Stadio Bet365
Lo stadio Bet365 (in inglese Bet365 Stadium), fino al 2016 stadio Britannia (in inglese Britannia Stadium), è uno stadio di calcio situato nella città di Stoke-on-Trent, in Inghilterra. Ospita le partite casalinghe dello Stoke City Football Club. Il club prima di spostarsi in questo impianto giocava le sue partite al Victoria Ground. La decisione di spostarsi al Britannia, fu presa da Jez Moxey nel 1997. Lo stadio ha 28.383 posti a sedere e rientra nel ranking a 3 stelle della UEFA. Il record di spettatori è stato registrato in occasione del match contro l'Everton nella 3ª fase della FA Cup. Il primo gol in questo stadio è stato segnato da Graham Kavanagh dello Stoke in una partita di Coppa d'Inghilterra contro il Rochdale.
Dal primo giugno 2016 lo stadio cambia nome da stadio Britannia a stadio Bet365 in seguito alla sponsorizzazione da parte dell'azienda di scommesse.
Stanley Matthews nelle sue volontà scrisse che voleva che le sue ceneri fossero seppellite all'interno del cerchio di centrocampo di questo stadio.

## Storia

### Costruzione dello stadio
Complessivamente, il costo di costruzione del Britannia è stato di 14,7 milioni di £ (circa 15,6 milioni di €). È costruito vicino al vecchio sito della miniera di Hem Heath tristemente famoso agli Inglesi e chiuso dal 1996. I lavori di costruzione iniziarono nel tardo autunno del 1996 e furono completati nel mese di agosto del 1997.
Lo stadio può contenere 27.740 tifosi (solo nella stagione 2008/2009 ridotto a 27.500) dislocati in quattro tribune a "mensola". La tribuna principale, la "West Stand", si compone di due livelli che ospitano fino a 7.357 spettatori ciascuno, oltre a tutto il personale addetto ed alle strutture dei media. La Boothen End può contenere 6.006 persone, mentre la "Medium Stand" può contenerne 8.789. La "South Stand", che è utilizzata principalmente per collocare i tifosi ospiti è in grado di contenere 4.996 persone. A causa della capacità sotto i 30.000 posti, non rientra nel ranking UEFA a 4 stelle.
Gli spogliatoi, gli uffici, la sala riunioni e il negozio del club sono posti tra le curve "West Stand" e "South Stand". Nel 2006 ha avuto luogo il lavoro sull'A50 per consentire l'accesso diretto allo stadio da est, attraverso la costruzione di un ponte lungo la strada.

### Boothen End
La Boothen End è una delle curve preferite dai tifosi. Molti dei fan che usavano sedersi nella vecchia Boothen End del Victoria Ground adesso prendono posto qui, ed è in questa curva che l'atmosfera raggiunge il culmine della bellezza. Può contenere 5.000 appassionati tifosi. Qui sono nati la maggior parte dei canti e la fama dello Stoke City di essere una squadra dai tifosi rumorosi.

### Seddon Stand (East Stand)
Qui i Potters festeggiarono la promozione nella Premier League nel 2008.
La Seddon Stand è la curva a est dello stadio. Inizia dal blocco ventisei, dove si connette al Boothen End e prosegue lungo il lato del campo fino alla "Family Stand". Questa è considerata una delle curve migliori, poiché offre grande atmosfera e una splendida vista del campo e del match.

### West Stand
La "West Stand" definisce l'aspetto imponente dello stadio. I suoi due livelli possono ospitare circa 14.000 spettatori ed includono tutti gli uffici amministrativi, l'ospitalità e gli spazi per i media. Questa è la zona più tranquilla dello stadio ed è considerata la tribuna con la migliore vista del campo. John Smith ha smesso di fornire lo sponsor per questa tribuna nella stagione 2008/09 e adesso, le principali pubblicità presenti sono quelle della Chlamydia, una linea di aiuto telefonico.

### Away End
I tifosi ospiti sono dislocati nella "South Stand" che ha una capacità di 4.700 posti. Quando i Potters giocano, i tifosi allo stadio sono il più delle volte superiori a 23.000, quindi la tribuna è stata progettata in modo che i tifosi in più possano assistere alla partita separati da quelli ospiti (per motivi di sicurezza). La divisione all'interno della curva crea due metà perfettamente uguali, anche per quanto riguarda i servizi offerti.

## Sviluppi futuri
Sono in corso dei lavori di ampliamento dello stadio tra la Boothen End e la West Stand, con il quale completamento il Britannia potrebbe diventare uno stadio con più di 30.000 posti ed entrare di diritto nella categoria 4 stelle del ranking UEFA.
Grazie alla promozione dello Stoke in Premier League nella stagione 2007/08, lo stadio è stato rimesso a nuovo nell'estate del 2008. L'interno del campo, comprese le stanze dei dirigenti, la suite Waddington e la reception principale. Tra la fine del Seddon e della South Stand ora ha preso posto un grande schermo.

## Eventi
Lo stadio ha ospitato nel 2002-03, 2003-04 e il 2004-05 la finale playoff per la National Conference, cioè la serie dilettantistica inglese.
Lo stadio ha anche ospitato una partita internazionale tra Inghilterra e Portogallo under 21, il 16 aprile 2002. Il Portogallo ha vinto il match per 1-0.